# Colobomatus gietzelae
Colobomatus gietzelae is een eenoogkreeftjessoort uit de familie van de Philichthyidae. De wetenschappelijke naam van de soort is voor het eerst geldig gepubliceerd in 1992 door West.